# Conilurus albipes
Conilurus albipes là một loài động vật có vú trong họ Chuột, bộ Gặm nhấm. Loài này được Lichtenstein mô tả năm 1829.